# بتل اسپرینگز (تنسی)
بتل اسپرینگز(به انگلیسی: Bethel Springs) شهری در ایالت تنسی کشور ایالات متحده آمریکا است که جمعیت آن در سرشماری سال ۲۰۱۰ میلادی، ۷۱۸ نفر بوده‌است.